# Miss Budweiser

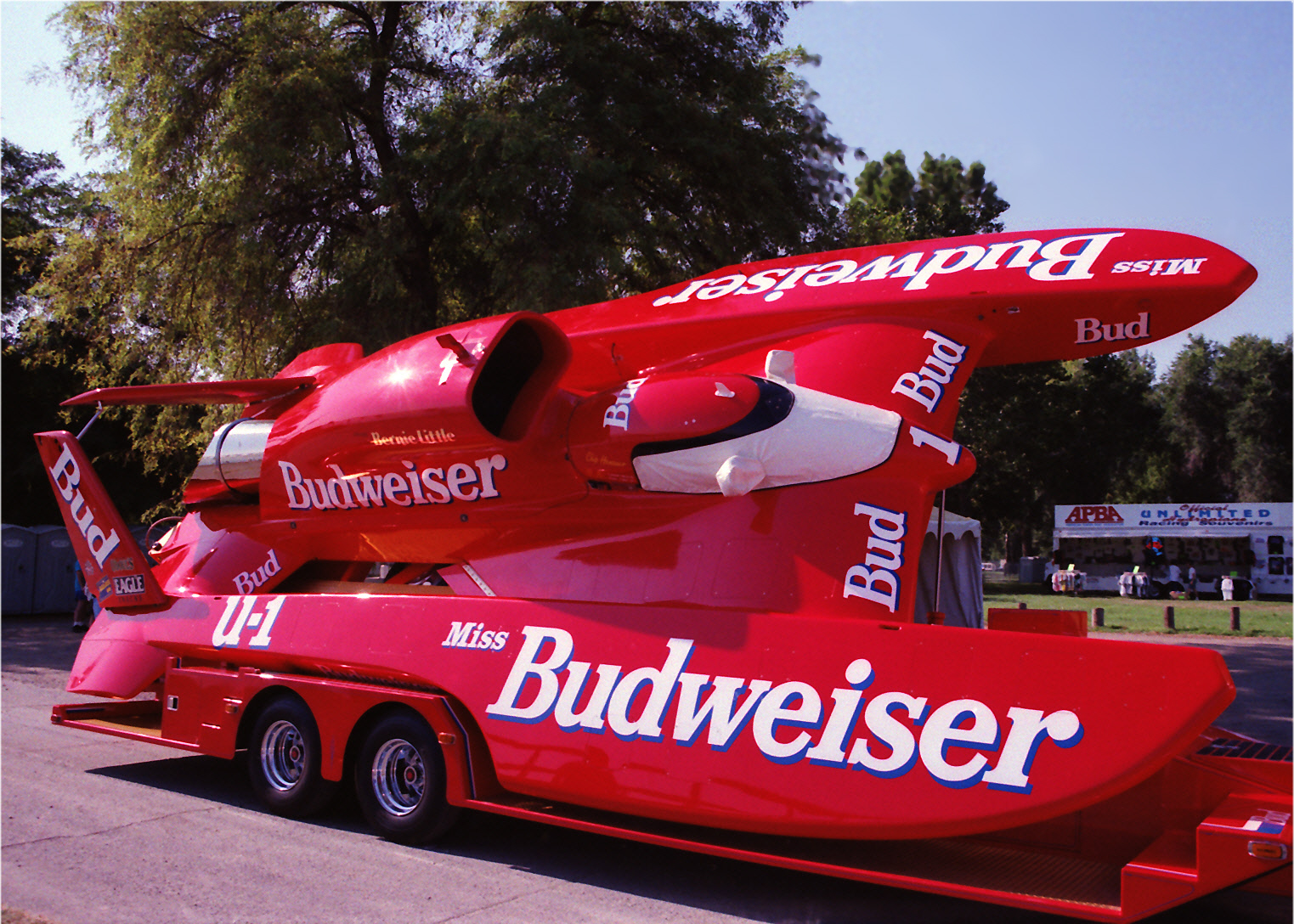
Miss Budweiser Unlimited Hydroplane

Miss Budweiser ist der „Familienname“ von insgesamt 22 Rennbooten, mit denen das gleichnamige Team von Eigner Bernie Little zwischen 1963 und 2002, und von 2003 bis 2004 unter der Leitung seines Sohns an Rennen der Klasse Unlimited Hydroplane teilnahm. Das namensgebende Sponsoring der Brauerei Anheuser-Busch Companies begann 1963 durch die Freundschaft von Little und August Busch III, damaliger Präsident von Anheuser-Busch.
Das Team Budweiser nahm an 354 Unlimited-Hydroplane-Rennen teil. Es platzierte sich insgesamt 230 Mal in den Top-3 mit einem Rekord von 134 Siegen. Das Team errang 24 „High Points-Championships“ (Team-Weltmeisterschaften) und 14 APBA Gold Cups. Die Fahrerwertung (seit 2011 „Bill Muncey Trophy“) gewann es 19 Mal.
Nach dem Tod von Little im April 2003 übernahm sein jüngster Sohn Joe das Team. Nach der Saison 2004 führten Änderungen in der Führung von Anheuser-Busch zum Ende einer 42-jährigen Sponsoren-Partnerschaft und zum Ende des Miss-Budweiser-Teams.

## Bernie Little (Eigner)
Bernard „Bernie“ Little (* 7. Oktober 1925 in McComb, Hancock County, Ohio, USA; † 25. April 2003 Lakeland, Polk County, Florida, USA) war der erfolgreichste „Team owner“ (Team-Besitzer) in der Geschichte des Unlimited Hydroplane-Rennsports.
Sein Team beschäftigte einige der Größten auf ihrem Gebiet, darunter den Bootskonstrukteur Ron Jones, den Luftfahrtingenieur D. J. Nolan, Sr. sowie die Fahrer Chip Hanauer, Jim Kropfeld und Dave Villwock.
Bernie Little wurde in die Florida Sports Hall of Fame, und später (1994) in die Motorsports Hall of Fame of America aufgenommen.

## Die Boote
Aufgrund der langen Team-Geschichte und der fortschreitenden technischen Entwicklung ist eine allgemeine technische Beschreibung der Boote kaum möglich. Anfangs waren es nach dem Gleiterprinzip aufgebaute Hydroplanes mit Dreipunkt-Rumpf, mit einem vor dem Fahrer eingebauten leistungsstarken V-12-Motor (meist aus der Luftfahrt), ähnlich Slo-Mo-Shun IV. Zu dieser Zeit wurden technische Weiterentwicklungen eher im Bereich der Bootsrümpfe gesucht, da die Motorleistung mehr als ausreichend war. Die Miss Budweiser dieser Zeit hatten hauptsächlich Rolls-Royce Merlin und Rolls-Royce Griffon.
Die ständige Weiterentwicklung der Rumpf-Geometrie bis hin zu den „Tatzen“ (seitliche Ausleger am Bootsrumpf) führte Anfang der 1980er zu einem Wechsel in der Antriebstechnologie. Das Team wechselte 1986 relativ spät auf den „Turbinenantrieb“ um. Hier wurde aber nicht die Schubkraft des Triebwerks für einen Überwasserantrieb (wie z. B. bei Bluebird K7), sondern die Umdrehung der Turbinenwelle, die an eine Unterwasserschraube geleitet wurde, genutzt.
Team Budweiser entschied sich für das Lycoming-T55-L7-Turbinentriebwerk, das seit der Vietnam-Ära bis heute im CH-47-Chinook-Militärhubschrauber verwendet wird, als Antrieb. Das Triebwerk erzeugt eine sehr hohe Rotationsenergie, die von einem Getriebe mit einer Untersetzung von etwa 50 % übertragen wird, um die Propellerdrehzahl zu verringern. Seit 1998 ist das Lycoming-T55-L7 als einziges Turbinentriebwerk zugelassen.

## Team-Geschichte
- 1963: Das erste Boot mit dem Little unter dem Anheuser-Busch-Sponsoring antrat, hieß Beer Wagon, mit Bob Schroeder am Steuer. Es war nicht das schnellste Boot auf der Rennstrecke, aber der ungewöhnliche Viersitzer weckte großes Zuschauer- und Medieninteresse.
- 1964: Das Team kaufte das Boot Maverick, Gold-Cup-Gewinner von 1959. Es war das erste Boot, das unter dem Namen Miss Budweiser antrat. Mit Chuck Hickling am Steuer wurde es am Lake Tahoe Zweiter und hatte eine erfolgreiche Saison, bevor es schwer beschädigt wurde.
- 1965: Beer Wagon kehrte als Zwischenlösung noch einmal als Miss Budweiser zurück. Chuck Hickling fuhr das von einem Allison-Motor angetriebene Boot auf den vierten Platz in einem 13-Boot-Feld in Ogden, Utah, und gewann ein zweites Rennen in Detroit.
- 1966: Die erste Miss Budweiser, die ein großes Rennen gewann, war eigentlich ein „Last-Minute-Kauf“: In der Zwischensaison in Dienst gestellt, um eine frühere „Miss Bud“ zu ersetzen (die 1964 in Washington, DC, zerstört worden war) gewann das Boot mit Bill Brow am Steuer den Tri-Cities (Washington) Atomic Cup und den San Diego Cup.
- 1967: Nach dem Tod von Bill Brow beim Tampa Suncoast Cup[8] wurde Mike Thomas als Fahrer verpflichtet. Er startete erfolgversprechend und gewann 1967 den British Columbia Cup in Kelowna. Thomas kam im Herbst '67 bei einem Unfall auf einer Baustelle ums Leben.
- 1968: Das in diesem Jahr eingesetzte Boot, das von Ed Karelsen entworfen wurde, war das erste wirklich konkurrenzfähige Boot des Teams. Es fuhr fünf Jahre lang Rennen. Zu Anfang waren noch einige technische Verbesserungen nötig, aber im letzten Rennen der Saison gewann Miss Bud mit Bill Sterret den Arizona Governor’s Cup am Lake Pleasant.
- 1969: Dem Team war es gelungen, das Boot dauerhaft optimal abzustimmen: Fahrer Bill Sterett gewann vier von sieben Rennen und errang nach sieben Jahren den lang erwarteten Gold Cup und die erste High Points-Weltmeisterschaft mit Miss Budweiser.
- 1970: Nach dem Rückzug von Bill Sterett begann Dean Chenoweth eine lange, erfolgreiche Zusammenarbeit mit dem Team, die zwölf Jahre dauern sollte. In seiner ersten Saison erreichte Chenoweth die Leistung seines Vorgängers im Vorjahr und gewann vier Rennen, die High Points Championship und den Gold Cup.
- 1971: Dean Chenoweth gewannen den Saisonauftakt im Miami Marine Stadium und später den Horace E. Dodge Cup am Detroit River. Am Ende der Saison holte das Team den dritten High Points-Titel in Folge.
- 1972: Es wurde schwerer, mit dem 1968 gebauten Boot konstant erfolgreich zu sein. Terry Sterett schaffte noch durch gute Platzierungen den dritten Platz in der High Points Meisterschaft. Es war jedoch an der Zeit, über ein neueres, moderneres Boot nachzudenken.
- 1973: Für die neue Saison kaufte Bernie Little ein erprobtes, erfolgreiches „Gebrauchtboot“: Pride of Pay 'n Pak war das erste Boot, das eine Rundengeschwindigkeit von 126 mph erreicht hatte. Das Boot mit dem von Ron Jones[6] überarbeiteten und optimierten neuen „Budweiser-Design“ gewann vier Rennen mit Dean Chenoweth und war das erste, das einen Renn-Durchschnitt von über 122 mph (196,3 km/h) erreichte.
- 1974: Nach dem Dean Chenoweth das Team verlassen hatte, engagierte man Howie Benns, einen der besten Hydroplane-Piloten der USA. Benns gewann den Saisonauftakt in Miami und belegte in Detroit und Phoenix den ersten Platz.
- 1975: Diese Saison gilt als eine der umkämpftesten in der Teamgeschichte. Das, von einem Rolls-Royce Merlin angetriebene Boot, kämpfte gegen Größen wie Pay 'n Pak, Weisfield's, Miss USA und Lincoln Thrift. Mit Mickey Remund am Steuer gewann Miss Bud den President’s Cup in Washington, DC, und die Desert Thunderboat Regatta in Phoenix.
- 1976: Das Team kaufte einen noch nie eingesetzten Rumpf. Diese neueste Miss Budweiser hatte große Ähnlichkeit mit ihrer unmittelbaren Vorgängerin und profitierte ebenfalls von den Designtalenten von Ron Jones. Mit Mickey Remund am Steuer erzielte das Boot einen Sieg bei der Seattle Seafair Regatta.
- 1977: Nach einer längeren „Durststrecke“ (seit 1971) konnte das Team seine vierte „High Points“-Weltmeisterschaft einfahren. Es gab Siege in Madison (Indiana), Dayton (Ohio) und San Diego. Mickey Remund erreichte während der Saison einen 100%igen Zuverlässigkeitsrekord: Start in 28 Vorläufen / Zielankunft in 28 Vorläufen.
- 1978: Mit Ron Snyder als Fahrer belegte Miss Budweiser den zweiten Platz in der High Points-Meisterschaft und gewann 1978 den Tri-Cities Columbia Cup. In dieser Saison hatte das Team mit Bill „Blue Blaster“ Munceys Boot Atlas Van Lines einen extrem starken Konkurrenten, der neue Rekorde aufstellte und die meisten Rennen gewann.
- 1979: Der erste von drei neuen Rümpfen, in denen Rolls-Royce Griffon-Flugmotoren eingesetzt wurden, debütierte 1979. Der Griffon sollte 1000 PS mehr als der Merlin haben. Nachdem Dean Chenoweth wieder am Steuer saß, war das neue Boot nach einigen Feinabstimmungen durch Designer Ron Jones am Ende der Saison wettbewerbsfähig.
- 1980: Die Erkenntnisse aus der Arbeit mit dem neuen Rumpf von 1979 flossen in seinen Nachfolger ein. Das neue Konzept sollte die bis zu diesem Zeitpunkt siegreichste Miss Budweiser von allen werden. Dean Chenoweth steuerte das Boot in 20 Vorläufen jeweils auf den ersten Platz und erhöhte den Weltrekord bei einer Qualifikationsrunde in den Tri-Cities auf 138,249 mph (222,490 km/h).
- 1981: Miss Budweiser („Griffon-2“) war in dieser Saison geradezu sensationell. Fahrer Dean Chenoweth gewann sechs von acht Rennen, darunter den Gold Cup. Miss Bud erhöhte auch den Qualifikationsrundenrekord für die 2,5-Meilen-Distanz auf 140,187 mph (225,609 km/h) am Lake Washington.
- 1982: Nachdem 1980–81 ein sehr gutes SetUp gefunden worden war, erwarteten alle, dass sich der positive Aufwärtstrend auch in dieser Saison fortsetzen würde. Und eine Zeitlang tat es das auch. Das Team gewann in Miami und führte in der Saisonmitte die High Points-Championship an. Dann wurde Dean Chenoweth während der Qualifikation bei den Tri-Cities bei einem sogenannten „Blow-Over“-Unfall (Überschlag) getötet.[9][10]
- 1983: Jim Kropfeld, der neue Miss-Budweiser-Pilot machte dort weiter, wo Dean Chenoweth aufgehört hatte. Während einer hervorragenden Serie stellte das Team 15 Geschwindigkeitsrekorde auf und gewann mehr Rennen als jedes andere. Miss Budweiser gewann mit siebzehn „Heat Events“ auch mehr Einzelrennen als jedes andere Boot.
- 1984: Die seit 1981eingesetzte Miss Budweiser („Griffon-2“) war zwar mit ihrem V12-Flugmotor nicht mehr „State of the Art“, konnte aber sechs von zehn Rennen in Miami, Evansville, Detroit, Seattle, San Diego und Lake-of-the-Ozarks (Missouri) mit Jim Kropfeld am Steuer gewinnen. Bemerkenswert ist der Umstand, dass dabei drei Turbinenteams geschlagen wurden.
- 1985: Für diese Saison wurde ein neuer Rumpf eingesetzt, der noch mal vom Rolls-Royce Griffon angetrieben wurde. Das Paket war nicht so erfolgreich wie das Vorgängerboot, konnte jedoch zwei Rennen (in Syracuse und San Diego) gewinnen. Erstmals war das Boot mit einem geschlossenen Cockpit ausgestattet und erhielt den Spitznamen „Bubble-BUD“. Fahrer war Jim Kropfeld.
- 1986: Das Team wagte einen Antriebswechsel: Erstmals wurde einer der Rümpfe von einer Lycoming-Turbine angetrieben. Jim Kropfeld erzielte mit Miss Budweiser („Turbine-1“) drei Rennsiege (in Miami, Evansville und Las Vegas) und gewann die World High Points Championship. Das Boot war das erste, das eine F-16-Sicherheits-Cockpithaube verwendete, das inzwischen bei allen Unlimited Hydroplanes obligatorisch ist.
- 1987: Die in dieser Saison eingesetzte Miss Budweiser („Turbine-2“) funktionierte hervorragend. Kropfeld gewann mit ihr fünf von sieben Rennen, wurde Erster in 14 von 20 Läufen und erhöhte den Weltrekord (in einer Qualifikationsrunde) auf 155,172 mph (249,725 km/h).
- 1988: Der Saisonstart verlief schlecht: Kropfeld erlitt in Miami eine Nackenverletzung und musste durch Tom D’Eath ersetzt werden. Das Team hatte in Miami, Evansville und den Tri-Cities große Materialschäden, konnte aber trotzdem vier Rennen gewinnen und errang am Saisonende seine zehnte High Points-Weltmeisterschaft.
- 1989: Teambesitzer Bernie Little gab für dieses Jahr zwei große Ziele vor: Mit einer vierten High Points-Meisterschaft in Folge einen historischen Rekord in der Unlimited Hydroplane-Geschichte aufzustellen – und die 7-jährige Siegesserie ihres größten Konkurrenten, Chip Hanauer, für den APBA Gold Cup zu brechen. Beide Ziele wurden erreicht. Miss Budweiser triumphierte in Houston, Madison und Syracuse und gewann den Gold Cup.
- 1990: Die Saison war geprägt vom Duell zwischen Tom D’Eath mit Miss Budweiser und Chip Hanauer mit Miss Circus Circus. Hanauer wurde am Ende mit sechs Siegen und 13.652 Punkten Weltmeister vor D’Eath mit 13.152 Punkten und fünf Siegen.
- 1991: Das Team holte in acht Rennen vier Siege und errang den Titel vor Mark Tate mit Winston Eagle. Die meiste Zeit der Saison wurde Miss Bud von Scott Pierce gefahren, nachdem sich Tom D’Eath bei einem NASCAR-Rennen verletzt hatte.
- 1992: Bernie Little sorgte für Aufsehen in der Rennwelt, als er den langjährigen Erzrivalen Chip Hanauer als Pilot engagierte. „Champion Chip“ gewann sieben Rennen und fuhr in San Diego eine Testrunde von 170,925 mph (275,077 km/h). Das war das erste Mal, dass ein Rennboot die Marke von 170 Meilen pro Stunde überschritten hatte.
- 1993: Auch dieses Jahr war das Team mit Hanauer als Fahrer sehr erfolgreich. Sie gewannen sieben Rennen, darunter den Gold Cup in Detroit. Mit dem Sieg in Seattle (Texaco Cup) wurde die 1987 gebaute Miss Budweiser („Turbine-2“) mit 24 Siegen zum erfolgreichsten Boot mit Turbinen-Antrieb.
- 1994: Zu Anfang der Saison verletzte sich Chip Hanauer beim Rennen in Detroit am Rücken, und wurde für zwei Rennen von Mike Hanson ersetzt. Das Team gewann 1994 vier Rennen und seine fünfzehnte Weltmeisterschaft.
- 1995: Es war eine hart umkämpfte Saison. Das Team siegte in fünf von zehn Rennen, konnte sich den Titel aber erst im letzten Rennen sichern. Mit diesem Erfolg wurde Bernie Little zum ersten „Team owner“, der fünf Weltmeisterschaften in Folge gewann. Außerdem durchbrach das Team die 100-Siege-Marke.
- 1996: Die Erfolgsserie des Miss-Budweiser-Teams wurde durch den Titelgewinn von Dave Villwock mit Pico American Dream beendet. Chip Hanauer verließ das Team, nachdem er mit Miss Budweiser beim Rennen in Detroit eine „unfreiwillige Fassrolle gedreht“ hatte. Ersatzfahrer Mark Evans gewann die letzten beiden Rennen der Saison in San Diego und Honolulu.
- 1997: Der neue Fahrer und Teammanager (nicht zu verwechseln mit Team owner) Dave Villwock gewann die ersten vier Rennen der Saison, hatte dann aber mit Miss Budweiser („Turbine-5“) einen Unfall beim Tri-Cities-Rennen, und viel verletzungsbedingt für den Rest des Jahres aus. Ersatzpilot Mark Weber beendete die Saison und gewann das Las-Vegas-Rennen für das Team.
- 1998: Dave Villwock, der sich von seiner schweren Verletzung erholt hatte, gewann acht Rennen und wurde Erster in 36 von 41 Läufen. Die High Points-Championship gewann er mit großem Vorsprung.
- 1999: Der härteste Konkurrent in dieser Saison war der Ex-Miss-Bud-Pilot Chip Hanauer als Fahrer von Miss Pico. Nach fünf Rennen führte er mit drei Siegen vor dem Budweiser-Team mit zwei Erfolgen. Villwock gewann dann in Norfolk, Virginia, und konnte auch die nächsten fünf Rennen in Folge für sich entscheiden.
- 2000: Mit sechs Siegen in sieben Rennen, darunter dem Gold Cup, gewann Dave Villwock die 20. High Points-Weltmeisterschaft des Teams. Die einzige Niederlage von Miss Budweiser ereignete sich beim Tri-Cities Columbia Cup, als das Boot Rumpfschäden erlitt und zurückgezogen werden musste.
- 2001: Eine extrem hart umkämpfte Saison: in sechs Rennen gab es fünf verschiedene Sieger, eine Konstellation, die es so 1989 zum letzten Mal gegeben hatte. Dave Villwock holte die Meisterschaft für das Miss-Bud-Team: er gewann in Evansville – und entscheidend in Indiana, er wurde Erster bei 15 von 25 Starts.
- 2002: Villwock gewann drei von sechs Rennen, darunter den Gold Cup. Am letzten Tag der Saison gewann Team owner Bernie Little seinen 22. High Points-Titel und hielt einen WM-Pokal in den Händen, der seinen Namen trug.[11][12]
- 2003–2004: Nach dem Tod von Little im April 2003 führte sein jüngster Sohn Joe das Team weiter. Zwar konnten mit Dave Villwock noch zwei High Point Meisterschaften gewonnen werden, aber nach der Saison 2004 führten Änderungen in der Führung von Anheuser-Busch zum Ende einer 42 Sponsoring-Partnerschaft und zum Ende des Miss-Budweiser-Teams.[13]

Quelle (wenn nicht anders angegeben):

## Übersicht: Fahrer und Erfolge

### Meisterschaften, Trophys und Cups
Die High Point Championship ist die Team-Weltmeisterschaft, und mit der Konstrukteurs-WM der FIA in der Formel 1 vergleichbar. Die Fahrerwertung, die seit 2011 „Bill Muncey Trophy“ heißt, entspricht der Fahrer-WM. Der APBA Gold Cup ist ein Einzelrennen, das seit 1904 alljährlich im Rahmen der Rennserie in Detroit, Michigan ausgetragen wird.
| Jahr | Fahrer                         | „High Point“ Champ. | Bill Muncey Trophy | APBA Gold Cup |
| ---- | ------------------------------ | ------------------- | ------------------ | ------------- |
| 1963 | Bob Schroeder                  |                     |                    |               |
| 1964 | Chuck Hickling                 |                     |                    |               |
| 1965 | Chuck Hickling                 |                     |                    |               |
| 1966 | Bill Brow                      |                     |                    |               |
| 1967 | Bill Brow / Mike Thomas        |                     |                    |               |
| 1968 | Bill Sterett                   |                     |                    |               |
| 1969 | Bill Sterett                   | ★ (4 Siege)         | ★                  | ★             |
| 1970 | Dean Chenoweth                 | ★ (4 Siege)         | ★                  | ★             |
| 1971 | Dean Chenoweth                 | ★ (2 Siege)         | ★                  |               |
| 1972 | Dean Chenoweth / Terry Sterett |                     |                    |               |
| 1973 | Dean Chenoweth                 |                     |                    | ★             |
| 1974 | Howie Benns                    |                     |                    |               |
| 1975 | Mickey Remund                  |                     |                    |               |
| 1976 | Mickey Remund                  |                     |                    |               |
| 1977 | Mickey Remund                  | ★ (3 Siege)         | ★                  |               |
| 1978 | Ron Snyder                     |                     |                    |               |
| 1979 | Dean Chenoweth                 |                     |                    |               |
| 1980 | Dean Chenoweth                 | ★ (5 Siege)         | ★                  | ★             |
| 1981 | Dean Chenoweth                 | ★ (6 Siege)         | ★                  | ★             |
| 1982 | Dean Chenoweth                 |                     |                    |               |
| 1983 | Jim Kropfeld                   |                     |                    |               |
| 1984 | Jim Kropfeld                   | ★ (6 Siege)         | ★                  |               |
| 1985 | Jim Kropfeld                   |                     |                    |               |
| 1986 | Jim Kropfeld                   | ★ (3 Siege)         | ★                  |               |
| 1987 | Jim Kropfeld                   | ★ (5 Siege)         | ★                  |               |
| 1988 | Tom D’Eath                     | ★ (4 Siege)         | ★                  |               |
| 1989 | Tom D’Eath                     | ★ (4 Siege)         |                    | ★             |
| 1990 | Tom D’Eath                     |                     |                    | ★             |
| 1991 | Tom D’Eath / Scott Pierce      | ★ (4 Siege)         |                    |               |
| 1992 | Chip Hanauer                   | ★ (7 Siege)         | ★                  | ★             |
| 1993 | Chip Hanauer                   | ★ (7 Siege)         | ★                  | ★             |
| 1994 | Chip Hanauer / Mike Hanson     | ★ (4 Siege)         |                    |               |
| 1995 | Chip Hanauer                   | ★ (5 Siege)         |                    | ★             |
| 1996 | Chip Hanauer / N. Mark Evans   |                     |                    |               |
| 1997 | Mark Weber / Dave Villwock     | ★ (6 Siege)         |                    | ★             |
| 1998 | Dave Villwock                  | ★ (8 Siege)         | ★                  | ★             |
| 1999 | Dave Villwock                  | ★ (8 Siege)         | ★                  |               |
| 2000 | Dave Villwock                  | ★ (6 Siege)         | ★                  | ★             |
| 2001 | Dave Villwock                  | ★ (1 Siege)         | ★                  |               |
| 2002 | Dave Villwock                  | ★ (3 Siege)         | ★                  | ★             |
| 2003 | Dave Villwock                  | ★ (2 Siege)         | ★                  |               |
| 2004 | Dave Villwock                  | ★ (5 Siege)         | ★                  |               |

### Einzelsiege
Eine kurze Übersicht über die Siege der einzelnen Fahrer, die für das Team Miss Budweiser angetreten sind.
| Fahrer         | Jahr                     | Siege |
| -------------- | ------------------------ | ----- |
| Bob Schroeder  | 1963                     | --    |
| Chuck Hickling | 1964–1965                | 1     |
| Bill Brow      | 1966–1967                | 1     |
| Mike Thomas    | 1967                     | 1     |
| Bill Sterett   | 1968–1969                | 5     |
| Dean Chenoweth | 1970–1972 1973 1979–1982 | 23    |
| Terry Sterett  | 1972                     | --    |
| Howie Benns    | 1974                     | 3     |
| Mickey Remund  | 1975–1977                | 6     |
| Ron Snyder     | 1978                     | 1     |
| Jim Kropfeld   | 1983–1989                | 22    |
| Tom D’Eath     | 1988–1991                | 13    |
| Scott Pierce   | 1991                     | 4     |
| Chip Hanauer   | 1992–1996                | 22    |
| Mike Hanson    | 1994                     | 1     |
| N. Mark Evans  | 1996                     | 2     |
| Mark Weber     | 1997                     | 1     |
| Dave Villwock  | 1997–2004                | 30    |